# 日野警察署 (滋賀県)
日野警察署（ひのけいさつしょ）は、かつて滋賀県警察が管轄していた警察署の一つ。

## 所在地
- 滋賀県蒲生郡日野町大窪431

## 管轄区域
- 東近江市（旧蒲生町の区域）
- 蒲生郡日野町

## 沿革
- 1954年（昭和29年）7月：警察法改正により町村警察から滋賀県警察に統合。
- 2006年（平成18年）3月27日：東近江警察署と統合され廃止、東近江警察署日野警部交番となる。

## 警部交番
なし

## 交番
なし

## 駐在所
（ ）の中は所在地
- 北比都佐警察官駐在所（日野町三十坪）
- 南比都佐警察官駐在所（日野町清田）
- 西大路警察官駐在所（日野町音羽）
- 桜谷警察官駐在所（日野町中在寺）
- 桜川警察官駐在所（東近江市桜川西町）
- 朝日野警察官駐在所（東近江市鋳物師町）
- 長峰警察官駐在所（東近江市宮川町）

## 水上派出所
なし

## 検問所
なし

## 主な未解決事件
- 日野町事件